# کاموف-۲۲

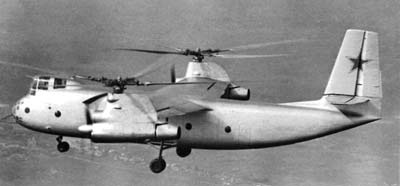
تصویری از پرواز بالگرد کاموف کا-۲۲

کاموف کا-۲۲ (به انگلیسی: Kamov Ka-22) یک بالگرد ساختِ کارخانهٔ کاموف در کشور اتحاد جماهیر سوسیالیستی شوروی است. این بالگرد برای نخستین بار در ۱۵ اوت ۱۹۵۹ مورد استفاده قرار گرفت و بعد از ۱۲ اوت میلادی دیگر مورد استفاده قرار نگرفت .
تنها ۴ تعداد از این بالگرد ساخته شده است .